# Velho Chico
Velho Chico est une telenovela brésilienne diffusée du 14 mars 2016 au 30 septembre 2016 sur Rede Globo,,

## Acteurs et personnages
| Acteur/Actrice      | Personnage                            |
| ------------------- | ------------------------------------- |
| Rodrigo Santoro     | Afrânio de Sá Ribeiro (Colonel Saruê) |
| Carol Castro        | Iolanda                               |
| Julia Dalavia       | Maria Tereza de Sá Ribeiro            |
| Renato Góes         | Santo dos Anjos                       |
| Selma Egrei         | Encarnação de Sá Ribeiro              |
| Rodrigo Lombardi    | Capitain Ernesto Rosa                 |
| Fabíula Nascimento  | Eulália Rosa                          |
| Chico Díaz          | Belmiro dos Anjos                     |
| Cyria Coentro       | Piedade dos Anjos                     |
| Larissa Góes        | Luzia Rosa                            |
| Pablo Morais        | Cícero                                |
| Marina Nery         | Leonor de Sá Ribeiro                  |
| Júlio Hacha         | Clemente                              |
| Bárbara Reis        | Doninha                               |
| Diyo Coelho         | Bento dos Anjos                       |
| Tarcísio Meira      | Jacinto de Sá Ribeiro (Colonel Saruê) |
| Rafael Vitti        | Carlos Eduardo Vidigal                |
| Davi Caetano        | Martim de Sá Ribeiro                  |
| Umberto Magnani     | Romão                                 |
| Leopoldo Pacheco    | Dr. Emilio                            |
| Gésio Amadeu        | Chico Criatura                        |
| Maciel Melo         | Egídio                                |
| Xangai              | Avelino                               |
| Batoré              | Delegate Acelino                      |
| Chico de Assis      | Colonel Salgado                       |
| Carlos Cemento      | Aracaçu                               |
| Verônica Cavalcanti | Zilu                                  |
| Fernando Teixeira   | Colonel Floriano                      |
| Dadá Venceslau      | Colonel Benedito                      |
| Fernando Carvalho   | Silvino                               |
| Bertrand Duarte     | Colonel Osório                        |
| Denise Corrêia      | Neusa                                 |
| Adriana Gabriela    | Marta                                 |
| Thassia Cavalcanti  | Matilde                               |
| Isabella Aguiar     | Maria Tereza de Sá Ribeiro (jeune)    |
| Rogerinho Costa     | Santo dos Anjos (jeune)               |
| Lucca Fontoura      | Cícero (jeune)                        |
| Carla Fabiana       | Luzia Rosa (jeune)                    |
| Vitor Aleixo        | Bento dos Anjos (jeune)               |

| Acteur/Actrice      | Personnage                            |
| ------------------- | ------------------------------------- |
| Antônio Fagundes    | Afrânio de Sá Ribeiro (Colonel Saruê) |
| Camila Pitanga      | Maria Tereza de Sá Ribeiro Vidigal    |
| Domingos Montagner  | Santo dos Anjos                       |
| Christiane Torloni  | Iolanda de Sá Ribeiro                 |
| Selma Egrei         | Encarnação de Sá Ribeiro              |
| Irandhir Santos     | Bento dos Anjos                       |
| Lucy Alves          | Luzia Rosa dos Anjos                  |
| Marcos Palmeira     | Cícero                                |
| Marcelo Serrado     | Carlos Eduardo Vidigal                |
| Gabriel Leone       | Miguel de Sá Ribeiro Vidigal          |
| Dira Paes           | Beatriz                               |
| Lee Taylor          | Martim de Sá Ribeiro                  |
| Giullia Buscacio    | Olívia Rosa dos Anjos                 |
| Zezita de Matos     | Piedade dos Anjos                     |
| Suely Bispo         | Doninha                               |
| Umberto Magnani     | Father Romão                          |
| Carlos Vereza       | Father Benício                        |
| Luiza Brunet        | Madá                                  |
| Mariene de Castro   | Dalva                                 |
| Lucas Veloso        | Lucas                                 |
| Maciel Melo         | Egídio                                |
| Gésio Amadeu        | Chico Criatura                        |
| Xangai              | Avelino                               |
| Saulo Laranjeira    | Mayor Raimundo                        |
| José Dumont         | Zé Pirangueiro                        |
| Cláudio Jaborandy   | Delegate Germano                      |
| Marcélia Cartaxo    | Zefa                                  |
| Raysa Alcântara     | Isabel Rosa dos Anjos                 |
| Alli Willow         | Camili                                |
| Luci Pereira        | Ceci                                  |
| Evana Jeyssan       | Wanda                                 |
| Victor Broz         | Calú                                  |
| Eugênio Etore       | Severo                                |
| Isabel Fillardis    | Marta                                 |
| Antônio Carlos Feio | Tenório                               |
| Flávio Rocha        | Ednaldo                               |

## Diffusion
- Rede Globo (2016)